# ASN-Radrennbahn Nürnberg

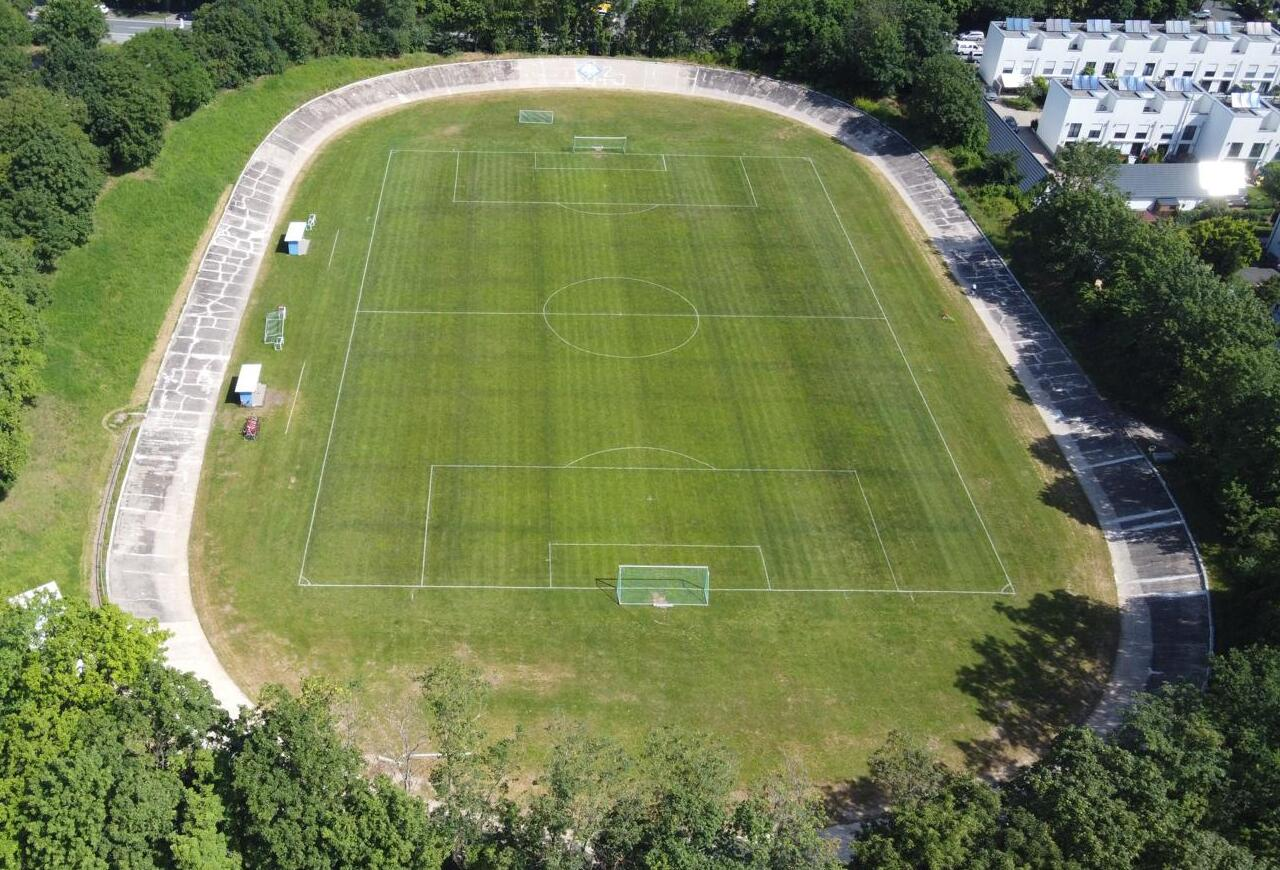
ASN-Radrennbahn Nürnberg (2024)

Die ASN-Radrennbahn Nürnberg im Nürnberger Stadtteil Ziegelstein wurde 1949 offiziell eröffnet und im Jahr 1968 stillgelegt. Ab 2022 wurde die Radrennbahn mit Hilfe zahlreicher Ehrenamtlicher restauriert, so dass auf ihr seit 2023 wieder regelmäßig trainiert werden kann.

## Lage und Konstruktion
Die Radrennbahn ist offen, d. h. ohne Überdachung, und der Fahrbahnbelag ist aus zehn Zentimeter dickem Glattstrichbeton. Die Bahn selbst ist 400 Meter lang, 6,40 Meter breit und hat eine Kurvenüberhöhung von 35 Grad.
Sie liegt im Norden von Nürnberg im Stadtteil Ziegelstein, am nordöstlichen Rand des Volksparks Marienberg, auf dem Gelände des Sportvereins ASN Pfeil Phönix e.V. Der Innenbereich der Radrennbahn ist gleichzeitig die Spielstätte der ersten Fußballmannschaft des Vereins.

## Geschichte

### Vorgeschichte

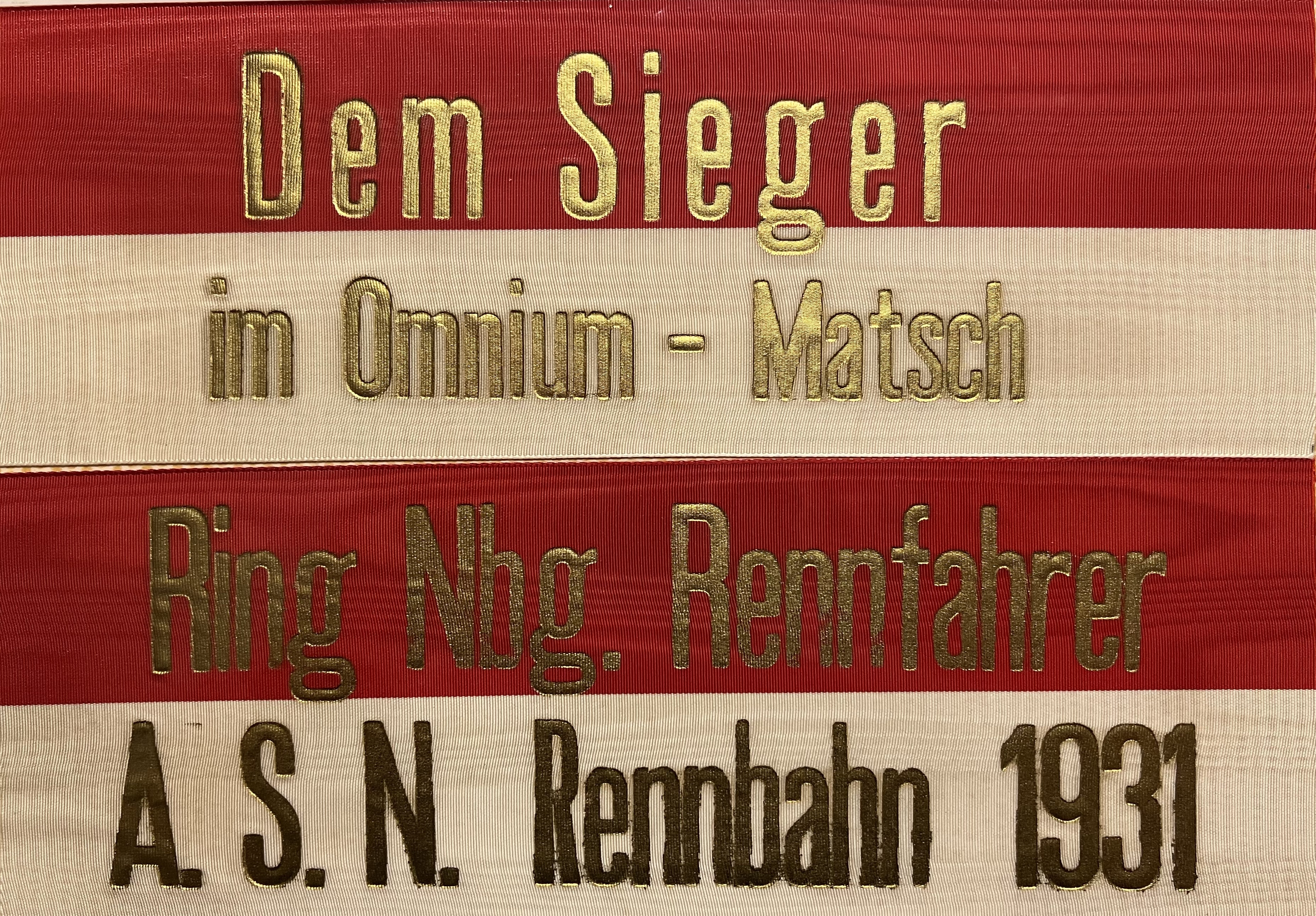
Sieger-Banner des Aschenbahnrennens 1931

In diversen Zeitungsartikeln und Vereinschroniken finden sich ab dem Jahr 1925 Hinweise auf einen Vorläufer der heutigen Radrennbahn. Diese Bahn, als „Radrennbahn-Herrnhütte“ bezeichnet, bestand aus gewalzter Asche, war 400 Meter lang und es fand darauf ein reger Trainings- und Rennbetrieb statt. Es wird von „Mittwochsrennen“ und Omnium-Wettbewerben (Mehrkampf-Wettbewerbe im Bahnradsport) berichtet. Als Aschenbahn mit einer geringen Kurvenüberhöhung von 1,20 Metern war die Radrennbahn sehr stark den Witterungsbedingungen unterworfen, weshalb etwa von „Omnium-Matsch“ (statt „Match“) die Rede war.

### 1947–1968
1947 hatte der Radsport-Journalist Sigmund Durst die Idee, in Nürnberg neben der Radrennbahn Reichelsdorfer Keller eine zweite Bahn zu bauen, die nicht allein für Steherrennen geeignet war. Der Kaufmann Hans Heckel konnte den damaligen Vorstand des ASV Nürnberg und fünf weitere Vereine (Union/Schwalbe/Tourenclub/Ring Nürnberger Radfahrer/RC Herpersdorf) für die Errichtung einer Radrennbahn auf dem ASV-Gelände gewinnen. Rund 16.000 Kubikmeter Bauschutt, der in den Nachkriegsjahren im zerbombten Nürnberg sehr reichlich vorhanden war, ließ Heckel nach Ziegelstein liefern für den Unterbau der erhöhten Kurven und die Zuschauerränge. Vier Monate lang dauerten die Bauarbeiten.
Am 14. Mai 1949 wurde die Radrennbahn – auch „Nudeltopf“ genannt – eröffnet: Populärster Teilnehmer der Eröffnungsrennen war der zweifache italienische Tour-de-France-Sieger Gino Bartali. Zu den ersten Rennen nach der Eröffnung, am 22. Mai 1949, kamen trotz widriger Wetterbedingungen 12.000 Zuschauer. Am 25. Juni 1949 wurde ein Ländertreffen der Steher zwischen Belgien und Deutschland auf der ASN-Radrennbahn ausgetragen. Die Bahn war auch Ziel von Straßenrennen wie Rund um Frankenjura. Ein erster schwerer Sturz auf der Bahn ereignete sich am 29. Mai 1949. Der frühere Straßenfahrer Fritz Scheller wurde im Zweikampf gegen die Bande gedrängt und beim Sturz vom nachfolgenden Schrittmacher überfahren.
Dreimal – 1949, 1954 und 1961 – war die ASN-Bahn Austragungsort von deutschen Meisterschaften, zudem von zahlreichen bayerischen Meisterschaften. So wurde am 21. August 1949 auf der Bahn die Deutsche Meisterschaft im Zweier-Mannschaftsfahren ausgetragen, die von Werner Holthöfer und Günther Pankoke gewonnen wurde. Regelmäßig wurden auch Länderkämpfe auf der Bahn ausgetragen, gegen Nationalteams aus Dänemark, Österreich, Italien, der Schweiz und den Niederlanden. 1956 gingen der Olympiasieger Valentino Gasparella und der Weltmeister Leandro Faggin in Nürnberg für Italien an den Start. Unter den bekannten deutschen Fahrern, die auf der Bahn starteten, waren Walter Lohmann, Gustav Kilian sowie die Lokalmatadore Karl Kittsteiner, Georg Umbenhauer, Fritz Neuser und Georg Voggenreiter.
1954 stürzten der Steher Karl Kittsteiner und sein Schrittmacher Egon Schaaf nach einer Kollision mit einem anderen Gespann in der Zielkurve. Schaaf schleuderte mit seiner Maschine über die Balustrade in die Zuschauermenge; er selbst und mehrere Zuschauer mussten verletzt ins Krankenhaus eingeliefert werden. Danach wurden Steherrennen auf der ASN-Bahn nicht mehr ausgetragen.
Nachdem die Radrennbahn Nürnberg Reichelsdorfer Keller 1967 renoviert worden war, wurde die Bahn in Ziegelstein nur noch für Training und Mittwoch-Abend-Rennen genutzt. Im Jahr 1968 wurde die Radrennbahn stillgelegt. Ab diesem Jahr fand Bahnradsport am Reichelsdorfer Keller statt.

### 1968–2022

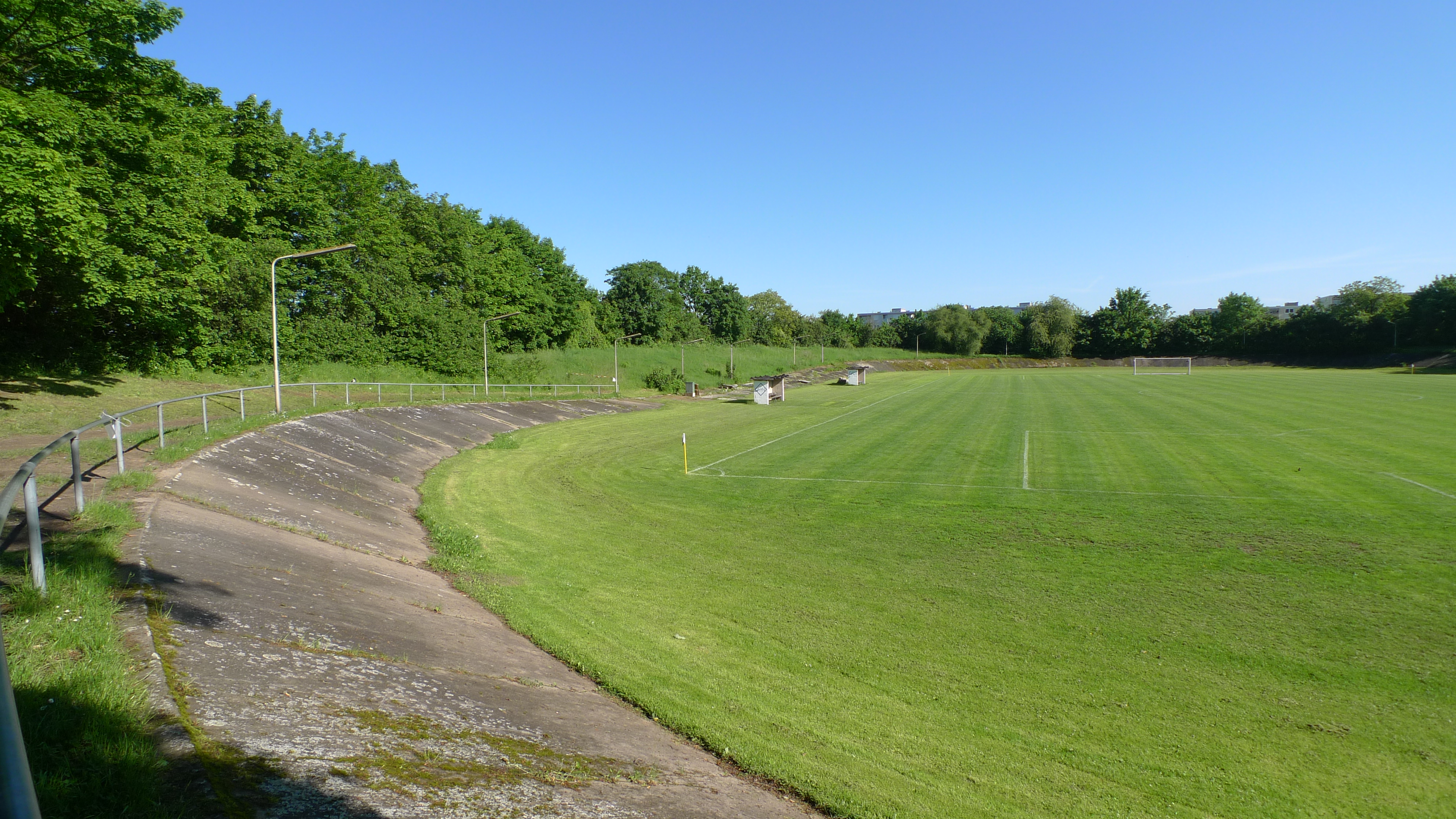
Die Bahn im Jahr 2010

Nach der Auflösung der Radrennbahn im Jahr 1968 wurde sie ab Frühjahr 1973 vom „WRV Nürnberg“ für Windhundrennen genutzt. Der Windhundrennverein, der die Bahn vom ASN pachtete, baute diese mehrfach für seine Bedürfnisse um. Im Frühjahr 1990 wurde die Start- und Gegengerade aufgeschüttet und neues Material aufgebracht. Die Bahn hatte 40 Meter Kurvenradius in allen vier Kurven und war 420 Meter lang. Bis Ende 1992 fanden 33 Rennen und 350 Trainingseinheiten statt.
Die Radrennbahn Nürnberg Reichelsdorfer Keller ist seit 2017 außer Betrieb. Sie soll abgerissen werden und Wohnhäusern weichen.

### Seit 2022
Ab 2022 wurde die Bahn auf Initiative des Sportlichen Leiters der Radsportabteilung des ASN Pfeil Phoenix, Stefan Böhm, mit Hilfe von zahlreichen Ehrenamtlichen restauriert. Obwohl die Bahn seit 1968 nicht mehr für den Radsport genutzt worden war, war der Belag nach dieser langen Zeit noch in einem passablen Zustand. Nach umfangreichen Arbeiten kann auf ihr seit 2023 wieder trainiert werden.

## Heutige Nutzung
Der Verein stellt die heutige Nutzung nicht nur in Vereinen organisierten Radsportlern zur Verfügung, sondern auch dem Breiten- und Freizeitsport. In regelmäßigen Abständen wird an einem „Tag der offenen Rennbahn“ die Bahn für verschiedene Radgattungen geöffnet. Seit 2020 besteht eine Kooperation des Vereins mit der Blindenanstalt Nürnberg.